# Terroranschlag in Manchester am 22. Mai 2017

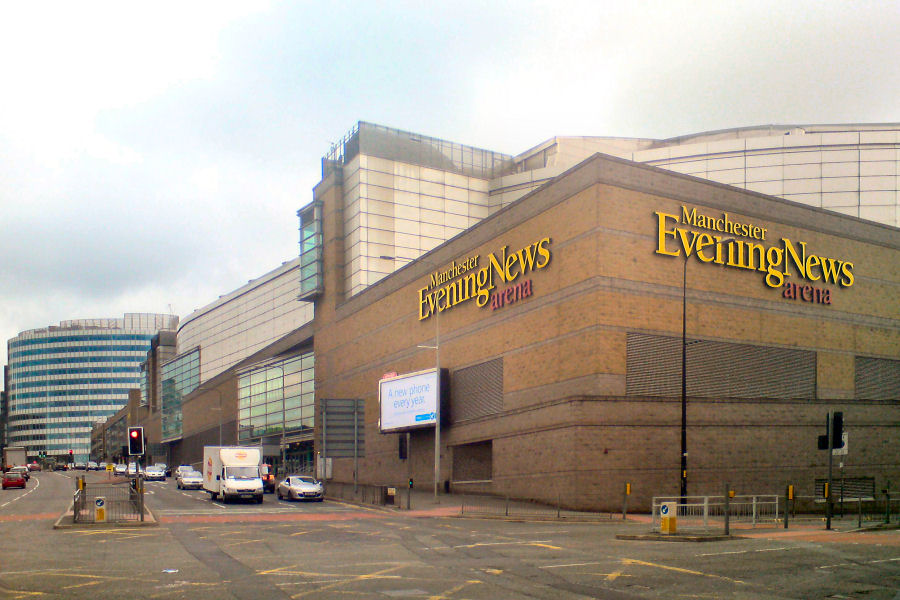
Die Manchester Arena (2010)

Der Terroranschlag in Manchester am 22. Mai 2017 war ein islamistisches Selbstmordattentat, das nach einem Popkonzert der US-amerikanischen Sängerin Ariana Grande in der Manchester Arena in Manchester verübt wurde. Der Anschlag war der schwerste im Vereinigten Königreich und das erste Selbstmordattentat seit den Terroranschlägen am 7. Juli 2005 in London.

## Tathergang
Kurz nach dem Ende des Konzerts (gegen 22:30 Uhr Ortszeit) kam es im Foyer der Arena zu einer Explosion. Die Sängerin Ariana Grande blieb bei dem Anschlag unverletzt. Das Konzert ihrer Dangerous Woman Tour hatte etwa 20.000 überwiegend jüngere Besucher.

## Opfer
23 Menschen, darunter der Attentäter, wurden getötet. 116 Verletzte wurden in Krankenhäuser gebracht. Im Mai 2018 wurde die Zahl der insgesamt Verletzten auf über 800 korrigiert. Unter den Todesopfern waren auch Kinder, ebenso waren zwölf der Verletzten jünger als 16 Jahre. Das jüngste bei dem Anschlag getötete Kind war acht Jahre alt.

## Täter

### Salman Abedi
Der polizeibekannte Salman Abedi soll eine in einem Rucksack versteckte Sprengladung, die mit zahlreichen Metallteilen wie Muttern und Schrauben gespickt war, zur Detonation gebracht haben.
Der Täter wurde 1994 in Manchester als Sohn einer libyschen Familie geboren. Die Familie war 1991 aus Libyen geflüchtet, weil der Vater dort eine islamistische Revolte gegen Machthaber Gaddafi unterstützt hatte. Der Vater kehrte 2011 nach Libyen zurück, um sich am Bürgerkrieg in Libyen zu beteiligen. Seine Söhne sollen sich während der Schulferien zum Vater begeben haben, um ihn im Krieg zu unterstützen. Der Vater blieb nach dem Krieg in Libyen, die Söhne besuchten ihn mehrmals. Salman Abedi verließ am 17. Mai 2017 Libyen zum letzten Mal und kehrte nach England zurück.
Britische Medien berichteten, die Behörden seien mehrfach darauf hingewiesen worden, dass sich Abedi vor der Tat verändert habe. Bereits zwei Jahre zuvor hätten sich Angehörige der Didsbury Mosque, die er besuchte, an Mitarbeiter des Programms „Prevent“ gewandt und vor Abedi gewarnt. „Prevent“ ist ein Programm des britischen Innenministeriums, das Radikalisierung vorbeugen soll. Mindestens fünfmal hätten Personen aus seinem Umfeld mit offiziellen Stellen Kontakt aufgenommen und darauf aufmerksam gemacht, dass Abedi Selbstmordattentate „okay“ finde. Auch ein Angehöriger habe nach einem Bericht der Times den britischen Inlandsgeheimdienst MI5 vor Abedi gewarnt.
Obwohl Salman Abedi den britischen Sicherheitsbehörden bereits vor dem Anschlag bekannt gewesen war und er in den Akten des Inlandsgeheimdienstes MI5 geführt wurde, war nicht gegen ihn ermittelt worden. Dies führte zu Kritik wegen möglicher Versäumnisse und zu einer internen Untersuchung des MI5.
IS-Kontakt
Geheimdienstler geben an, dass sich Abedi während seiner Aufenthalte in Libyen in Sabrata und Tripolis mit Repräsentanten der Terrororganisation IS getroffen haben soll, die zur Terrorzelle Katibat al-Battar al-Libi gehören. Sie setzt sich aus Resten einer Kampfeinheit aus Libyern und europäischen Islamisten zusammen, die im syrischen Bürgerkrieg für den IS kämpfte. Der Gruppe werden auch die Terroranschläge am 13. November 2015 in Paris zugerechnet. Weiter soll Abedi in regelmäßigem Kontakt mit der Gruppe gestanden haben, entweder über Wegwerftelefone oder über Nachrichten, die von einem Kontaktmann des IS in Belgien oder Deutschland weitergeleitet wurden.

### Hachem Abedi
Am 20. August 2020 wurde Salman Abedis Bruder, Hachem Abedi, von einem britischen Gericht als „gleichermaßen für die durch die Explosion verursachten Todesfälle und Verletzungen verantwortlich“ befunden. Dem Richter nach war Hachem Abedi ein wesentlicher Bestandteil der Planung bei dem Terroranschlag. Er hat zudem bei der Bestellung von Chemikalien und der Organisation des Transports der Materialien für die Sprengladung eine Schlüsselrolle eingenommen. Hachem Abedi wurde dafür zu einer mindestens 55-jährigen Gefängnisstrafe verurteilt.

## Ermittlungen und Festnahmen
Die Polizei stufte das Ereignis als Terroranschlag ein. Noch in der Tatnacht, um 02:43 Uhr (MESZ), meldete die Nachrichtenagentur Reuters, die sich auf zwei US-Offizielle berief, dass es sich bei der Explosion um einen Selbstmordanschlag handle. Britische Ermittler bestätigten dies am Morgen des 23. Mai 2017.
Die Polizei und der Inlandsgeheimdienst MI5 gingen zunächst davon aus, dass es die Tat eines Terrornetzwerkes war. Am Nachmittag des 23. Mai 2017 wurde ein 23-jähriger Verdächtiger im Zusammenhang mit dem Attentat im Süden von Manchester festgenommen.
Wegen der Komplexität des verwendeten Sprengkörpers sagte der BBC-Terrorexperte Frank Gardner: „Die Sprengvorrichtung war zu kompliziert, als dass sie ein einzelner Mann zusammengebaut haben konnte.“ Deswegen wurde die Fahndung nach Hintermännern intensiviert.
Am Vormittag des 24. Mai 2017 wurden weitere drei Personen festgenommen. In welchem Bezug sie zu der Tat stehen, gab die Polizei zunächst nicht bekannt.
Im Laufe des 24. Mai 2017 wurden in Tripolis auch der jüngere Bruder Hachem Abedi und Ramadan Abedi, der Vater des Tatverdächtigen, festgenommen. Sie sollen von den Tatplänen gewusst haben. Hachem Abedi soll Anfang des Jahres 2017 einen Anschlag auf den deutschen Diplomaten Martin Kobler geplant haben. Der Anschlag auf Koblers Konvoi, der als Sondergesandter der Vereinten Nationen in Libyen unterwegs war, konnte verhindert werden. In Behördengewahrsam befindet sich auch Ismael Abedi, ein älterer Bruder Salman Abedis.
Eine am Abend des 24. Mai 2017 in Blackley festgenommene Frau wurde am nächsten Morgen freigelassen. Am 29. Mai 2017 befanden sich 14 Verdächtige in Großbritannien in Gewahrsam, am 31. Mai waren es noch elf. Am 11. Juni waren alle in Großbritannien Festgenommenen wieder frei; ihnen werde nichts vorgeworfen, gab die Polizei an.
Ende Mai 2017 war die britische Polizei von ihrer Annahme abgerückt, dass hinter Abedi ein Netzwerk gestanden habe. Er habe viele Handlungen bis zur Tat alleine unternommen. Die Bombe hatte er selbst gebaut, ergaben die Ermittlungen. Unklar blieb, ob er alle Teile ohne Unterstützung besorgt hatte. Die Ermittlungen wurden deswegen fortgesetzt.
Mitte 2018 wurde bekannt, dass Abedi drei Jahre vor dem Anschlag von der britischen Kriegsmarine vor dem Bürgerkrieg in Libyen gerettet und im August 2014 zusammen mit seinem Bruder Hashem mit der HMS Enterprise und mehr als 100 weiteren britischen Staatsangehörigen aus Tripolis evakuiert worden war. Er sei bei seiner Einreise in Libyen von Sicherheitskräften beobachtet, seine Akte jedoch einen Monat vor seiner Evakuierung geschlossen worden.

## Hintergründe und Motive
Bereits seit August 2014 galt in Großbritannien die zweithöchste Terrorwarnstufe 4. Nach dem Anschlag erhöhte Premierministerin Theresa May die Terrorwarnstufe auf 5 („kritisch“), die höchste in Großbritannien. Am 27. Mai wurde die Warnstufe auf die zweithöchste („ernst“) gesenkt.
Der Täter hatte kurz vor dem Anschlag gegenüber einer Verwandten geäußert, dass er aus Rache für den Tod eines Freundes muslimischen Glaubens handle; generell meinte er, dass die Briten ungerecht zu Arabern seien.
Zu der Tat bekannte sich die Terrormiliz Islamischer Staat (IS). Ein „Kalifatssoldat“ habe es geschafft, „Sprengsätze mitten in die Versammlung von Kreuzfahrern“ in einem „schamlosen Konzertsaal“ anzubringen und zu zünden, erklärte das IS-Sprachrohr Amaq. Er drohte außerdem mit weiteren Anschlägen.

## Auswirkungen
Das Gelände rund um die Arena wurde abgeriegelt und die Verletzten in umliegende Krankenhäuser gebracht.
Gegen 01:35 Uhr BST (02:35 Uhr MESZ) sprengte die Polizei einen verdächtigen Gegenstand im Park Cathedral Gardens, er erwies sich jedoch lediglich als zurückgelassene Kleidung.
Der Bahnhof Manchester Victoria Station, der sich direkt an der Halle befindet, wurde evakuiert und geschlossen. Am Morgen des 23. Mai 2017 berichteten britische Medien, dass der zentrale Busbahnhof in London, die Victoria Coach Station, ebenfalls evakuiert wurde. Grund hierfür war ein verdächtiges Paket, das in der Nähe der Station entdeckt wurde. Die Polizei sperrte das Gelände weiträumig ab. Wenige Stunden später wurde die Sperrung wieder aufgehoben.
Am 9. Februar 2022 wurde das Monument, das zu Ehren der 22 Getöteten errichtet worden war, von dem, wie die Täter, libysch-stämmigen Anwar Hosseni beschädigt.

## Reaktionen
Wenige Stunden nach Ende des Konzerts meldete sich Ariana Grande via Twitter und Facebook zu Wort: „Mein Herz ist gebrochen. Es tut mir unendlich leid. Mir fehlen die Worte.“ Sie unterbrach ihre Tournee bis einschließlich 5. Juni 2017. Am 26. Mai 2017 kündigte sie das Benefizkonzert One Love Manchester für die Opfer des Anschlags an, das am 4. Juni 2017 in Manchester stattfand. Neben Grande traten unter anderem Justin Bieber, Coldplay, Katy Perry, Miley Cyrus, Pharrell Williams, Take That, Little Mix und Niall Horan auf.
Die britische Premierministerin Theresa May berief das Sicherheitskabinett ein. Der Wahlkampf zur Parlamentswahl 2017 wurde bis zum 26. Mai 2017 unterbrochen.
Papst Franziskus nannte das „barbarische Attentat“ in Manchester einen „sinnlosen Akt der Gewalt“.
Der amerikanische Präsident Donald Trump benannte die Tätergruppierung als „bösartige Verlierer“.
Auch in Deutschland wurden aus Pietätsgründen die für den Folgetag angesetzten Wahlkampfveranstaltungen von Angela Merkel und Horst Seehofer abgesagt oder verschoben.

## Weitergabe vertraulicher Informationen
Nach einem Bericht der britischen Zeitung The Guardian brachen US-Behörden die Vertraulichkeit von britischen Informationen und gaben einige an Medien weiter. Dazu gehörten forensische Fotos vom Zünder des Sprengkörpers am Tatort und biografische Details über den Täter. Die britische Innenministerin Amber Rudd kritisierte die Durchstecherei scharf; diese Informationen könnten Ermittlungserfolge gefährden. Nachdem der amerikanische Außenminister Rex Tillerson gegenüber seinem britischen Amtskollegen Boris Johnson sein Bedauern über die Weitergabe von Informationen erklärt hatte, nahm Großbritannien den zwischenzeitlich unterbrochenen Informationsaustausch mit den USA wieder auf.